# Pueblo Nuevo de Tharsis
El pueblo nuevo de Tharsis es una zona residencial situada en el municipio español de Alosno, provincia de Huelva, comunidad autónoma de Andalucía. El recinto fue levantado por la Tharsis Sulphur and Copper Company Limited a comienzos del siglo XX como un área residencial que acogiera las viviendas del staff británico destinado en las explotaciones mineras y las oficinas de la compañía. En la actualidad constituye un barrio de la localidad de Tharsis. Desde 2014 está inscrito en el Catálogo General del Patrimonio Histórico Andaluz y cuenta con la catalogación de Bien de Interés Cultural.

## Historia
En 1866 la Tharsis Sulphur and Copper Company Limited se asentó en la cuenca minera de Tharsis-La Zarza, iniciando una explotación de sus yacimientos a escala industrial. Con los años se asentó en la zona una pequeña colonia formada ingenieros británicos, muchos de los cuales eran de origen escocés. De acuerdo con el ingeniero de minas Joaquín Gonzalo y Tarín, para 1886 ya existía un barrio de los empleados denominado «Pueblo Nuevo» y situado al pie de la falda occidental de la Sierra de Tharsis. En 1913 se derribó una parte del antiguo poblado obrero debido a la ampliación de los trabajos en el filón de Sierra Bullones. A raíz de este hecho se amplió la edificación del Pueblo Nuevo, que acogería el alojamiento de los ingenieros y los miembros del «staff» técnico de la compañía. La colonia británica de Tharsis estaba constituida por escoceses presbiterianos que no se mezclaban con la población española. Disponían de su propio club social, una iglesia protestante y un cementerio separado.
Esta zona residencial mantuvo su funcionalidad hasta la década de 1960. A partir de esa época la colonia británica abandonó paulatinamente la zona coincidiendo con el traspaso de las minas a manos españolas, lo que supuso un cambio drástico en los habitantes del Pueblo Nuevo. En la actualidad la fisonomía arquitectónica del barrio se ha visto muy alterada respecto a sus orígenes, mientras que algunas edificaciones han caído en el abandono o el desuso. En la década de 2000 se habilitó un itinerario denominado Senda Botánica «Los Aromos», con fines recreativos.

## Características
El Pueblo Nuevo de Tharsis fue concebido como una zona residencial en la que sus habitantes vivían separados del pueblo llano. La disposición y asentamiento del propio barrio se realiza en un enclave privilegiado, concretamente en la loma de una colina. La Casa del General Manager se encuentra situada en la cima de dicha colina, desde donde se podían divisar los trabajos en las cortas mineras. La disposición de las viviendas se realizó en torno a un eje con una vertiente muy pronunciada, marcada por la calle central. En la actualidad el Pueblo Nuevo de Tharsis posee un notable patrimonio de estilo británico, con edificios emblemáticos como la Casa de Huéspedes, la Casa del General Manager, el Club Inglés o las Oficinas de la Compañía de Tharsis.
En torno a las edificaciones principales se construyeron zonas de ocio como pistas de tenis y una piscina ―las cuales disponían de áreas ajardinadas―.